# Leonel Grave de Peralta
Leonel Grave de Peralta (sinh ngày 30.5.1976) là nhà bất đồng chính kiến, nhà hoạt động dân chủ người Cuba. Anh là thành viên hoạt động của dự án Varela do Phong trào Giải phóng Kitô hữu khởi xướng, một sáng kiến đưa ra dự án luật để cải cách dân chủ và tự do cho Cuba. Anh cũng là giám đốc thư viện độc lập "Bartolomé Massó". Anh đã luân chuyển được khoảng trên 700 sách cho mượn, mặc dù những hạn chế về các thư viện độc lập.
Anh đã bị chính quyền Cuba bắt trong vụ mùa Xuân đen năm 2003 và bị xử 20 năm tù. Anh đã được tổ chức Ân xá Quốc tế công nhân là tù nhân lương tâm.